# Kfar Malal
Kfar Malal (auch Kefar Malal; hebräisch כְּפַר מַלָ״ל ‚Dorf MaLa"Ls‘) ist ein Moschav in der Scharonebene, etwa 30 Kilometer nordöstlich von Tel Aviv in Israel. Kfar Malal liegt im Drom HaScharon und gehört administrativ zum Unterbezirk HaScharon im Zentralbezirk (Israel). Der Ort hatte 2018 328 Einwohner.

## Geschichte
Gegründet wurde Kfar Malal im Jahre 1916 von jüdischen Einwanderern auf Land, das die vorigen arabischen Besitzer verkauft hatten. Der Ort hieß zuerst ʿEin Chai (deutsch: Quelle des Lebens). Später wurde er, angeblich nach dem Akronym des Namens von Rabbiner Moscheh Leib Lilienblum, in Kfar Malal umbenannt.
Der General und israelische Ministerpräsident Ariel Scharon wurde im Jahre 1928 in Kfar Malal geboren, wo seine Eltern als Bauern lebten, und verbrachte dort seine Kindheit.